# Респирометрия
Респирометрия (не путать со спирометрией) является общим термином, включающим ряд способов получения оценок уровня метаболизма позвоночных, беспозвоночных, растений, тканей, клеток или микроорганизмов посредством непрямого определения теплопродукции (калориметрии).